# Romanzo criminale (film)
Romanzo criminale è un film del 2005 diretto da Michele Placido tratto dall'omonimo romanzo del 2002 scritto da Giancarlo De Cataldo ed edito dalla casa editrice Einaudi.
La storia è ispirata alle vicende della banda della Magliana, nome attribuito dal giornalismo italiano a quella che viene considerata la più potente organizzazione criminale che abbia mai operato a Roma e alla quale vennero attribuiti legami con Cosa nostra, camorra e 'ndrangheta ma anche con esponenti del mondo della politica e della massoneria, della loggia P2, dell'estrema destra eversiva, dei servizi segreti e del Vaticano.
Il film si è aggiudicato otto David di Donatello 2006 e cinque Nastri d'argento.

## Trama
Roma, fine anni sessanta. Quattro ragazzini rubano un'auto e presso un posto di blocco investono un agente, per poi andare a sbattere violentemente contro una vettura ferma; riescono comunque a scappare e a nascondersi nel loro rifugio, una roulotte vicino alla spiaggia di Castel Fusano, dove decidono i loro soprannomi: si chiameranno il Libanese, il Dandi, il Freddo e il Grana. Poco dopo arriva la polizia: Libano rimane ferito ad una gamba, Freddo viene fermato, Dandi scappa e Andrea, vero nome del Grana, muore per la grave emorragia interna riportata durante il precedente scontro con l'auto rubata, di cui si era posto alla guida.
Diventati adulti, Libano attende Freddo all'uscita del carcere e, insieme a Dandi, a Bufalo, ai fratelli Ciro e Aldo Buffoni e altri piccoli esponenti della malavita romana ( Ricotta, Scrocchiazeppi e  Fierolocchio), organizzano un sequestro di persona: reclutato il Nero, uno spietato neonazista esperto in arti marziali, rapiscono il barone Rosellini, un ricco possidente, che uccidono ancor prima di aver ottenuto il riscatto.
Invece di sperperare la parte spettante ad ognuno, Libano propone agli altri di formare una banda e di investire gran parte del riscatto nel traffico dell'eroina. Ad eccezione del Nero, sia pure dopo qualche iniziale riluttanza la proposta è accettata all'unanimità, ed in tal modo Libano e gli altri mettono in piedi una vera e propria organizzazione criminale che riesce in poco tempo ad assumere il controllo assoluto del traffico di droga a Roma, estromettendo ed eliminando fisicamente i vecchi boss. In seguito, una volta consolidata la propria posizione nel mercato della droga, le mire della banda si espandono verso altri campi, come quello della prostituzione e del gioco d'azzardo; al contempo, Libano, Freddo e Dandi stringono inoltre rapporti con Cosa nostra tramite il boss Zio Carlo, oltre ad ottenere la protezione degli "uomini senza volto",  nella fattispecie rappresentati dal misterioso dottor Carenza e dal suo diretto superiore, denominato il Vecchio, membri deviati dei servizi segreti a cui lo Stato affida lavori sporchi ed inconfessabili. In particolare, grazie all'interessamento di Carenza e del suo superiore, Libano riesce ad essere scagionato dalle accuse di sequestro di persona, omicidio e traffico di droga con le quali era stato tratto in arresto e rinchiuso dietro una soffiata del Terribile, vecchio boss della capitale deciso a riprendere in mano i traffici illeciti della città, ed in seguito ottiene da Zio Carlo il permesso di uccidere il boss rivale con l'aiuto di Freddo e Dandi, accoltellandolo sulla scalinata di piazza di Spagna.
Nasce così la leggenda della banda della Magliana, le cui vicende si intrecceranno con gli avvenimenti più misteriosi della storia d'Italia per oltre venticinque anni, tra cui l'omicidio di Aldo Moro e la strage di Bologna, coordinati dai servizi segreti deviati senza ricevere troppe spiegazioni. L'unico a capire quanto la banda sia importante nell'oscuro scacchiere in cui si muove è il commissario Scialoja il quale, durante le indagini che conduce con ostinazione nonostante la diffidenza dei superiori e gli ostacoli posti - ovviamente a sua insaputa - dai servizi deviati, inizia un'ambigua relazione con Patrizia, una prostituta d'alto bordo e donna di Dandi.
In tale contesto, in cui grazie alle protezioni altolocate la banda diviene sempre più potente, cresce anche l'ambizione di Libano, che osa sempre di più, ma contemporaneamente Freddo, dal canto suo sempre più disgustato dalla connivenza della banda con la mafia e gli apparati deviati dello Stato, ma soprattutto poiché consapevole di come lui ed i sodali siano diventati semplici pedine in occulti giochi di potere, si innamora dell'innocente Roberta e decide di uscire dalla banda per rifarsi una vita con lei. Non riesce tuttavia nell'intento a causa dell'improvviso ed efferato omicidio di Libano, accoltellato da Gemito, uno dei suoi scagnozzi, per un debito di gioco non onorato. Nonostante i tentativi di Freddo e Dandi di tenere unita ed in piedi la banda, la scomparsa del Libanese segna comunque l'inizio della fine del sodalizio: dapprima la banda, dietro una soffiata di Zio Carlo, riesce ad individuare il nascondiglio di Gemito e ad ucciderlo, ma la vendetta per l'assassinio di Libano viene pagata a caro prezzo, con Ricotta e Bufalo arrestati in flagranza di reato, Freddo che riesce a fuggire per un soffio ma si vede costretto alla latitanza, e Dandi che, invece, riesce ad eclissarsi senza che la polizia possa dimostrare la sua presenza sul luogo del delitto; il suo comportamento non è però ben digerito dal Freddo, che lo accusa di essersi comportato da egoista e da codardo, e contestualmente le incomprensioni e le divergenze tra i vari membri crescono sempre più. Freddo, addirittura, arriva di lì a poco ad uccidere l'amico Aldo Buffoni, reo di essersi rivenduto parte dell'eroina della banda per conto suo, compresa la dose che è stata fatale a suo fratello Gigio, morto di overdose. Prima di essere ucciso, Buffoni confessa che è stato il Sorcio, spacciatore ed assaggiatore di eroina per la banda,ad aver ceduto materialmente la dose a Gigio; terrorizzato, il Sorcio decide di confessare e diventare quindi collaboratore di giustizia. Per effetto delle sue rivelazioni, i membri della banda vengono arrestati e successivamente condannati, ad eccezione di Dandi, protetto dai servizi segreti deviati, che prima lo aiutano ad evitare l'arresto ed a fuggire in Corsica e poi manovrano il processo, riuscendo a farlo assolvere per insufficienza di prove.
Freddo, condannato a 30 anni di reclusione, pur di evadere e rivedere Roberta accetta di farsi iniettare del sangue infetto, fornito da un medico cocainomane amico di Dandi, pur sapendo che ciò lo condurrà alla morte nel giro di poco tempo. Con l'aiuto di Dandi, Freddo dunque riesce a fuggire in Francia con Roberta, ma quando tuttavia si rende conto del progredire della malattia decide di abbandonare la donna della sua vita per evitarle altro dolore. Roberta, amareggiata dalla decisione dell'amato, torna a Roma, dove tempo dopo viene uccisa da un'autobomba piazzata da Ciro Buffoni per vendicare l'uccisione del fratello. Tempo dopo, anche Dandi viene freddato in pieno centro dal Bufalo, che da anni covava rancore nei riguardi dell'ex sodale in seguito a quanto avvenuto in occasione dell'omicidio di Gemito e successivamente del processo. Freddo, sempre più prossimo alla morte e distrutto dalla tragica morte di Roberta, decide di tornare a sua volta in Italia e confessare tutto a Scialoja (che nel frattempo ha fatto carriera e continua a vedere Patrizia), ma viene assassinato da un sicario al soldo dei servizi segreti subito dopo aver ucciso Ciro Buffoni e vendicato Roberta.

## Produzione

### Cast
Il regista Michele Placido appare brevemente nel ruolo del padre di Freddo mentre l'autore del romanzo, Giancarlo De Cataldo, interpreta il giudice che legge la sentenza di condanna per i componenti della banda.
Placido propose inizialmente a Kim Rossi Stuart il ruolo del commissario Scialoja che è poi andato a Stefano Accorsi.

### Scene tagliate
In sede di montaggio è stata tagliata circa mezz'ora di girato, che verrà successivamente pubblicata nella seconda edizione del DVD del film (nel quale diverse parti sono montate in modo diverso dalla versione cinematografica), uscito il 7 novembre 2007, tra cui due scene in particolare:
- i discorsi di Silvio Berlusconi e i "cavalli" di Vittorio Mangano;
- il ritrovamento e segnalazione al SISMI di Aldo Moro.

Nella versione trasmessa in due parti su Canale 5 nella prima serata del 22 e 23 aprile 2008 mancano le scene in cui si fa riferimento a Berlusconi.

## Distribuzione
La pellicola è uscita nelle sale cinematografiche italiane il 30 settembre del 2005.

## Curiosità
- L'attore Roberto Infascelli ha recitato sia nel film che nella serie TV: nel film ha interpretato Gigio, il fratello del Freddo, mentre nella serie TV ha interpretato il Sorcio.
- Nella scena dell'irruzione di Scialoja nella palazzina-bordello di Patrizia fa un cameo l'ex pornoattore Erminio Bianchi Fasani (l'anziano che fugge colto di sorpresa durante un rapporto sessuale) attivo in questo genere tra gli anni settanta e ottanta e autore di comparse in vari film dell'epoca e in fotoromanzi.
- Nella scena del processo in cui viene condannato, fra gli altri, il Freddo, a leggere la sentenza, nella parte del giudice, è Giancarlo De Cataldo autore del libro da cui è tratto il film; egli stesso nella realtà è giudice.
- La villa dove dimora "il Libanese" è villa "Olgiata 2", location molto apprezzata dal cinema italiano utilizzata in vari film.
- La villa del Dandi è la stessa di trentadenari nella serie.

## Colonna sonora
La colonna sonora del film comprende numerose hit degli anni settanta e ottanta, tra cui una versione di I Heard It Through the Grapevine in una versione cantata da Giorgia.

## Riconoscimenti
- 2006 - Festival di Berlino
  - Candidatura Orso d'oro a Michele Placido
- 2006 - David di Donatello
  - Miglior sceneggiatura a Stefano Rulli, Sandro Petraglia, Giancarlo De Cataldo e Michele Placido
  - Miglior attore non protagonista a Pierfrancesco Favino
  - Migliore fotografia a Luca Bigazzi
  - Migliore scenografia a Paola Comencini
  - Migliori costumi a Nicoletta Taranta
  - Miglior montaggio a Esmeralda Calabria
  - Migliori effetti speciali visivi a Proxima
  - David giovani a Michele Placido
  - Candidatura Miglior film a Michele Placido, Riccardo Tozzi, Giovanni Stabilini e Marco Chimenz
  - Candidatura Miglior regista a Michele Placido
  - Candidatura Miglior produttore a Riccardo Tozzi, Giovanni Stabilini e Marco Chimenz
  - Candidatura Miglior attore protagonista a Kim Rossi Stuart
  - Candidatura Miglior colonna sonora a Paolo Buonvino
  - Candidatura Miglior sonoro a Mario Iaquone
- 2006 - Globi d'oro
  - Miglior attore rivelazione a Riccardo Scamarcio
  - Candidatura Miglior fotografia a Luca Bigazzi
- 2006 - Nastro d'argento
  - Regista del miglior film a Michele Placido
  - Miglior produttore a Marco Chimenz, Giovanni Stabilini e Riccardo Tozzi
  - Miglior attore protagonista a Kim Rossi Stuart, Pierfrancesco Favino e Claudio Santamaria
  - Miglior montaggio a Esmeralda Calabria
  - Miglior sonoro in presa diretta a Mario Iaquone
  - Candidatura Migliore sceneggiatura a Sandro Petraglia, Stefano Rulli, Giancarlo De Cataldo e Michele Placido
  - Candidatura Miglior attore non protagonista a Gianmarco Tognazzi
  - Candidatura Migliore fotografia a Luca Bigazzi
  - Candidatura Migliore scenografia a Paola Comencini
  - Candidatura Migliori costumi a Nicoletta Taranta
- 2006 - Ciak d'oro
  - Miglior sonoro a Mario Iaquone[5]
  - Migliore scenografia a Paola Comencini[5]
  - Migliori costumi a Nicoletta Taranta[5]
- 2006 - Festival du film de Cabourg
  - Swann d'oro al miglior regista a Michele Placido
  - Swann d'oro alla miglior rivelazione femminile a Anna Mouglalis

## Serie televisiva
Ispirata al film, l'omonima serie televisiva è stata preceduta, il 15 ottobre 2008, da una campagna di marketing che ha visto, per un giorno, protagonisti, quattro busti ritraenti i componenti della banda della Magliana.